# Galaporella thaleri
Genre
Espèce
Galaporella thaleri, unique représentant du genre Galaporella, est une espèce d'araignées aranéomorphes de la famille des Araneidae.

## Distribution
Cette espèce est endémique des îles Galápagos.

## Description
Les mâles mesurent de 1,6 à 2,0 mm et les femelles de 3,8 à 4,0 mm.

## Étymologie
Cette espèce est nommée en l'honneur de Konrad Thaler.

## Publication originale
- Levi, 2009 : A new araneid genus from the Galapagos Islands (Araneae: Araneidae). Contributions to Natural History, vol. 12, no 2, p. 893-898 (texte intégral).